# Psihiatru
Un psihiatru este un medic specializat în psihiatrie, ramura medicinei care se ocupă cu prevenirea, diagnosticarea, tratamentul și reabilitarea persoanelor cu boli mintale.